# François Fradin

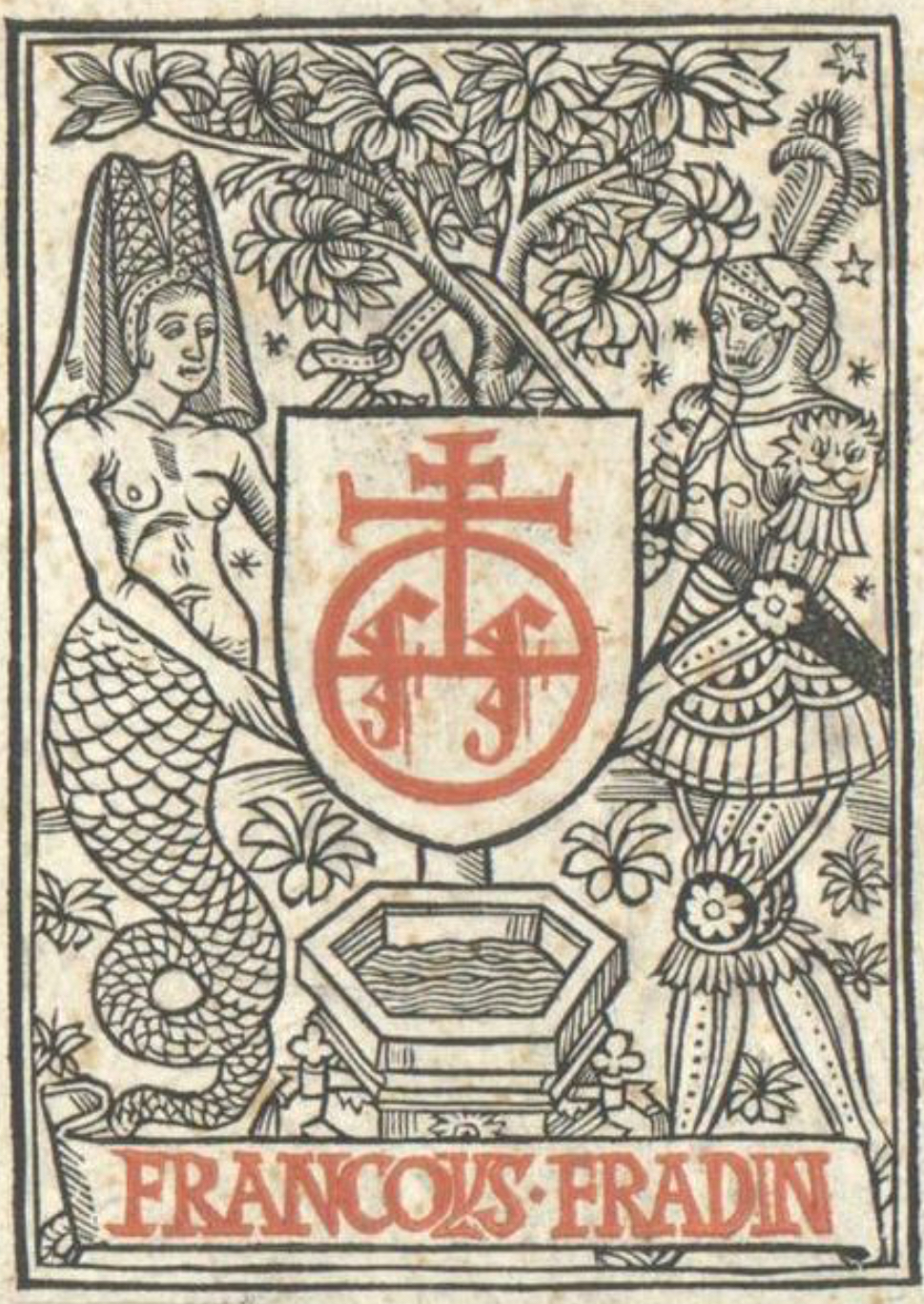
Drukkersmerk van François Fradin

François Fradin (hertogdom Poitou, circa 1470 – Lyon, 1537 of 1538) was een drukker in de Franse stad Lyon. Hij is bekend voor zijn typisch drukkersmerk dat Melusine met haar zoon Geoffroy à la Grand Dent voorstelt. Deze personages kwamen voor in volksverhalen in Poitou. Zijn initialen FF staan in het wapenschild in het midden.

## Historiek
Fradin was geboren in het hertogdom Poutou, dat deel was van het koninkrijk Frankrijk. Als tiener vestigde hij zich in Lyon, circa 1484. Hij leerde er het vak van drukker. Van 1497 tot 1498 was hij meester-drukker in associatie met Jean Pivard. Met hem publiceerde hij een bijbel in het Latijn, alsook de verhandeling Interpretatio Georgi Bruxcellensis in Summulas magistri Petri Hyspani. Na 1498 was Fradin zelfstandig drukker. De boekdrukkunst was in opmars in de stad, en in de 15e eeuw waren er meer dan 40 drukkerijen in de stad. De werken die het atelier van Fradin drukte, waren van godsdienstige aard: traktaten van de Roomse Kerk, werken van Romeins Recht en heiligenlevens. Van twee humanisten is bekend dat zij drukwerken bestelden bij Fradin: Andrea Alciato en Nicolaas Everaerts; mogelijks waren er nog meer humanisten.
Fradin was burger van Lyon. Zijn sterfdatum wordt gesitueerd in het jaar 1537 of 1538 op basis van zijn laatste drukwerken.

## Familie
De oudste zoon Pierre zet het drukkersatelier Fradin verder. Een dochter, Marguerite, huwde met de kunstschilder Corneille de la Haye, ook Corneille de Lyon genoemd.

## Epiloog
In Frankrijk en zeker in Lyon werden oude wetboeken Fradins genoemd, naar het werk van Romeins Recht door Fradin gedrukt.